# Gustav Reichardt

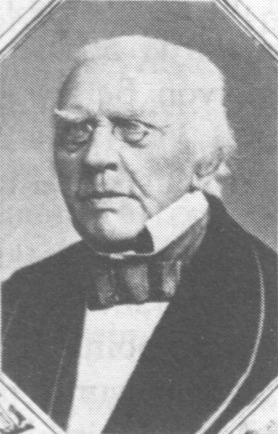
Gustav Reichardt

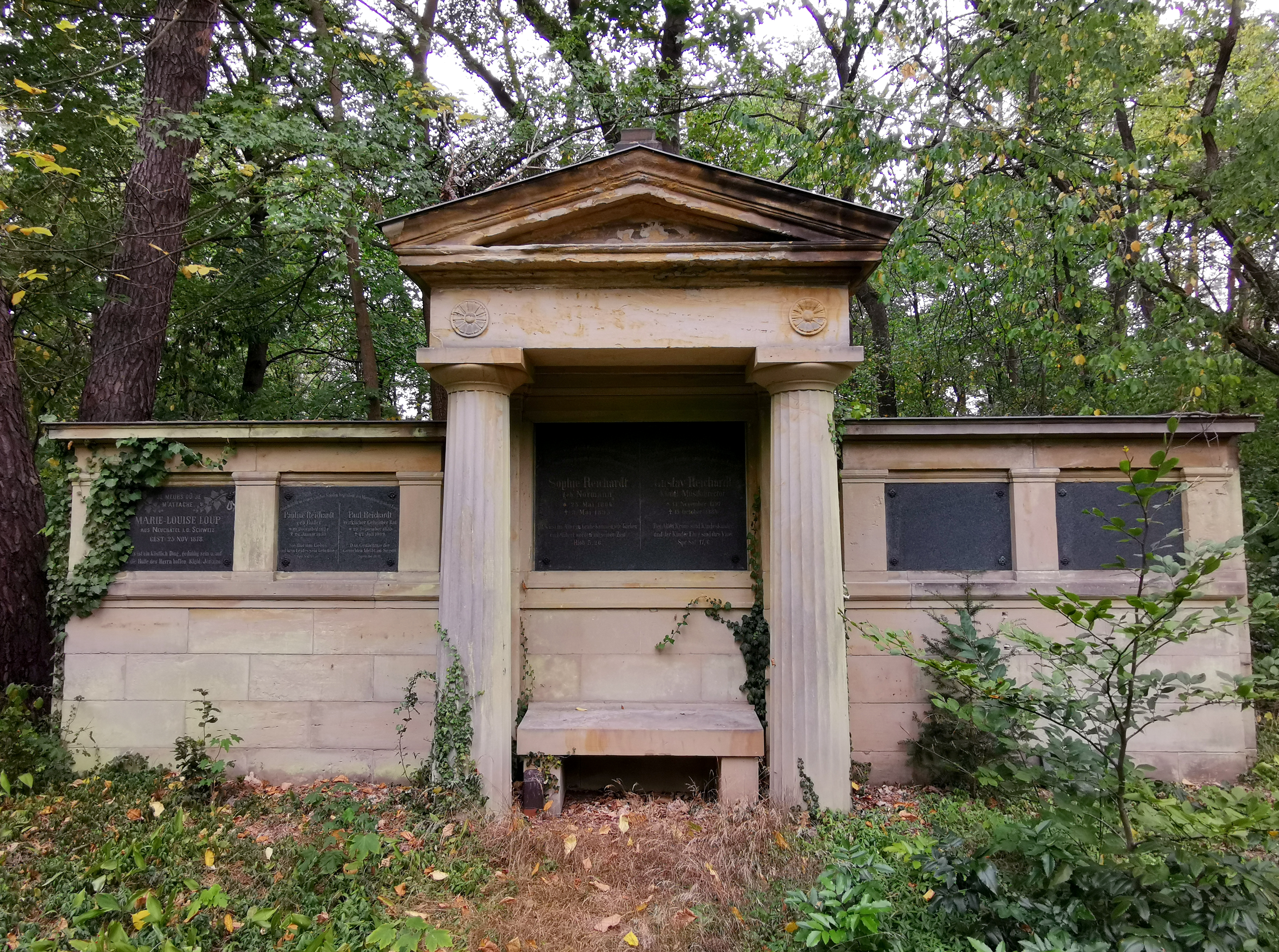
Grab auf dem Südwestkirchhof Stahnsdorf (Block Alte Umbettung)

Heinrich Wilhelm Ludwig Gustav Reichardt (* 13. November 1797 in Schmarsow; † 19. Oktober 1884 in Schöneberg (bei Berlin)) war ein deutscher Musikpädagoge und Komponist.

## Leben und Werk
Gustav Reichardt erhielt im Alter von fünf Jahren den ersten Musikunterricht von seinem Vater, dem vielseitig gebildeten Landpfarrer Georg Gustav Zacharias Reichardt (1766–1852). Im Alter von neun Jahren trat er bereits mit Violine und Klavierspiel auf. Von 1809 bis 1811 bekam er Musikunterricht in Neustrelitz und war Violinist in einer dortigen Kapelle. Ab 1811 besuchte er das Gymnasium und anschließend begann er an der Universität Greifswald ein Theologiestudium. Er wurde 1816/17 Mitglied der Berliner Burschenschaft. 1818 wechselte er an die Berliner Hochschule, entschied sich hier aber 1819 Musik zu studieren. Er wurde Schüler von Bernhard Klein in Musiktheorie und Komposition. Als Mitglied der Sing-Akademie zu Berlin (1819–1832) und der von ihm mitgegründeten Berliner Liedertafel erregte er Aufsehen durch seine gut geschulte Bassstimme. Er erlangte so Zugang in aristokratische Kreise bis hin zur königlichen Familie Friedrich Wilhelms III. Als beliebter Gesangslehrer unterrichtete er auch den späteren Kaiser Friedrich III., zu dessen Hochzeit 1858 er eine Festkantate komponierte.
Reichardt gehörte in den Anfängen zu den Mitarbeitern von Robert Schumanns 1834 begründeter Neuer Zeitschrift für Musik. 1850 wurde er zum königlichen Musikdirektor ernannt.
In seinem Haus trafen regelmäßig Künstler wie Felix Mendelssohn Bartholdy und Musikinteressierte zusammen. 1825 vertonte er bei einem Besuch auf der Schneekoppe das Gedicht Des Deutschen Vaterland von Ernst Moritz Arndt und wurde damit über das preußische Berlin hinaus bekannt. Das Lied wurde eine der Hymnen der deutschen Einigungsbewegung.

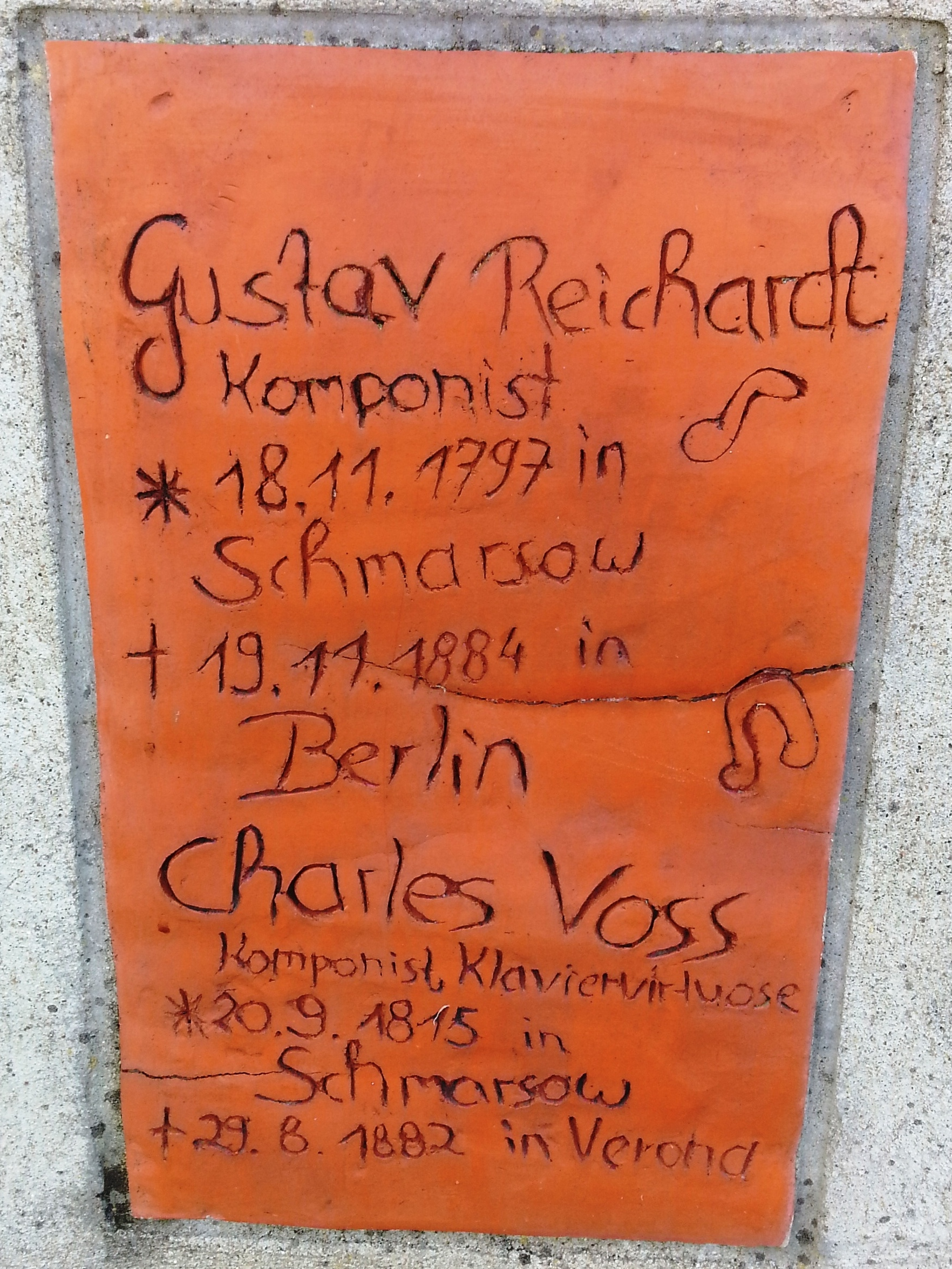
Inschriftentafel am Komponistendenkmal in Reichardts Geburtsort Schmarsow (Lebensdaten falsch!)

Reichardts Werk besteht überwiegend aus Gesangskompositionen, vorzugsweise für Männerchöre. 1871 veröffentlichte er unter dem Opus 36 sein letztes Werk, eine Nationalhymne mit dem Text von Müller von der Werra. 
Gustav Reichardt starb 1884 im Alter von 86 Jahren in Schöneberg bei Berlin und wurde auf dem Alten St.-Matthäus-Kirchhof in Schöneberg beigesetzt. Im Zuge der von den Nationalsozialisten 1938/1939 durchgeführten Einebnungen auf dem Friedhof wurden Reichardts sterbliche Überreste auf den Südwestkirchhof Stahnsdorf bei Berlin umgebettet. Sein dortiges Grab ist erhalten geblieben.